# 村崎直子
村崎直子（むらさき なおこ、1971年8月18日 - ）は日本の警察官僚。兵庫県警察本部警備部外事課長、クロール・インターナショナル・インク日本支社代表、株式会社ノブリジア社長などを歴任。

## 来歴
大阪府出身。京都大学法学部卒業。1995年 警察庁入庁。1999年6月からハーバード大学ケネディ行政大学院へ留学。MPA（行政学修士）を修得。2001年8月 外務省アジア大洋州局北東アジア課長補佐。北朝鮮による拉致被害者家族の対応も担当。日朝首脳会談の後は、拉致問題の実地調査団の一員として平壌へ飛んでいた。2008年3月 退官。2015年1月 クロール・インターナショナル・インク日本支社代表。2016年1月 同社日本支社代表兼マネージング・ディレクター（〜2018年8月）。2018年8月 株式会社ノブリジア代表取締役社長。2021年3月 株式会社サンセイランディック社外取締役。

## 略歴
- 1995年4月：警察庁入庁。
- 1999年6月：警察庁交通局交通規制課付（ハーバード大学ケネディ行政大学院）[3][1]。
- 2001年8月：外務省アジア大洋州局北東アジア課長補佐。
- 2003年8月：静岡県警察本部刑事部捜査第二課長。
- 2005年3月：兵庫県警察本部警備部外事課長。
- 2006年7月：警察庁警備局外事情報部外事課。
- 2007年10月：警察庁警備局警備企画課。
- 2008年3月：依願退官。
- 2008年4月：ベイン・アンド・カンパニー・ジャパン・インコーポレイテッド勤務（〜2010年3月）。
- 2010年4月：クロール・インターナショナル・インク日本支社シニア・ディレクター。
- 2013年1月：クロール・インターナショナル・インク日本支社アソシエイト・マネージング・ディレクター。
- 2015年1月：クロール・インターナショナル・インク日本支社代表。
- 2016年1月：クロール・インターナショナル・インク日本支社代表 兼 マネージング・ディレクター。
- 2018年8月：株式会社ノブリジア代表取締役社長。
- 2018年9月：クロール・インターナショナル・インク日本支社シニア・アドバイザー。
- 2021年3月：株式会社サンセイランディック社外取締役、セガサミーホールディングス社外取締役。
- 2022年3月：りらく社外取締役[4]。